# Billie Jean King
Billie Jean King (de soltera Moffitt; Long Beach, Califòrnia, 22 de novembre de 1943) és una exjugadora de tennis estatunidenca. Hom la considera una de les atletes més grans del tennis i una de les millores atletes femenines de tota la història. Va guanyar 12 títols de Grand Slam individuals, 16 de dobles femenins i 11 més de dobles mixtos, completant el Grand Slam en totes les categories excepte en dobles femenins.
King fou una de les membres fundadores de Women's Tennis Association i Women's Sports Foundation, i també propietària de World Team Tennis.
Fou una gran activista per la igualtat de sexes i destaca la publicació del llibre anomenat La Guerra dels Sexes. Una de les millors victòries va ser quan va guanyar a Bobby Riggs, campió masculí número 1 del món pels anys 1941, 1946 i 1947.

## Biografia
Billie Jean Moffitt va néixer a Long Beach, Califòrnia, en una família metodista, filla d'un bomber i una mestressa de casa. Estudià a l'institut Long Beach Polytechnic High School i després a la universitat California State University de Los Angeles (CSULA).
El seu germà petit, Randy Moffitt, també fou esportista d'elit en jugar la lliga professional de beisbol durant 12 anys en els equips San Francisco Giants, Houston Astros i Toronto Blue Jays.
Es va casar el 17 de setembre de 1965 amb Lawrence "Larry" King a Long Beach. A partir de 1968 es va adonar que se sentia més atreta per les dones i va començar una relació amorosa secreta amb la seva secretària Marilyn Barnett. El 1971 va patir un avortament perquè creïa que el seu matrimoni no era prou sòlid per tenir criatures. King va haver de fer públic tots aquests fets quan Barnett la va demandar el maig de 1981, provocant que King esdevingués la primera esportista professional de renom que es declarava homosexual. Aquell mateix any volia retirar-se del tennis professional però no ho va poder fer a causa d'aquests litigis. El matrimoni es va divorciar finalment l'any 1987.
El 12 d'agost de 2009 fou condecorada amb la medalla Presidential Medal of Freedom per part del President dels Estats Units Barack Obama per la seva lluita a favor dels drets de la dona a més dels de la comunitat gai, lesbiana, bisexual i transsexual.
Actualment resideix tant a Nova York com a Chicago amb la seva parella Ilana Kloss, també extennista professional.

## Torneigs de Grand Slam

### Individual: 18 (12−6)
| Resultat   | Núm. | Any  | Torneig                  | Oponent en la final | Marcador      |
| ---------- | ---- | ---- | ------------------------ | ------------------- | ------------- |
| Finalista  | 1.   | 1963 | Wimbledon                | Margaret Court      | 3−6, 4−6      |
| Finalista  | 2.   | 1965 | U.S. Championships       | Margaret Court      | 6−8, 5−7      |
| Guanyadora | 1.   | 1966 | Wimbledon                | Maria Bueno         | 6−3, 3−6, 6−1 |
| Guanyadora | 2.   | 1967 | Wimbledon (2)            | Ann Haydon Jones    | 6−3, 6−4      |
| Guanyadora | 3.   | 1967 | U.S. Championships       | Ann Haydon Jones    | 11−9, 6−4     |
| Guanyadora | 4.   | 1968 | Australian Championships | Margaret Court      | 6−1, 6−2      |
| Guanyadora | 5.   | 1968 | Wimbledon (3)            | Judy Tegart Dalton  | 9−7, 7−5      |
| Finalista  | 3.   | 1968 | US Open (2)              | Virginia Wade       | 4−6, 2−6      |
| Finalista  | 4.   | 1969 | Open d'Austràlia         | Margaret Court      | 4−6, 1−6      |
| Finalista  | 5.   | 1969 | Wimbledon (2)            | Ann Haydon Jones    | 6−3, 3−6, 2−6 |
| Finalista  | 6.   | 1970 | Wimbledon (3)            | Margaret Court      | 12−14, 9−11   |
| Guanyadora | 6.   | 1971 | US Open (2)              | Rosemary Casals     | 6−4, 7−6      |
| Guanyadora | 7.   | 1972 | Roland Garros            | Evonne Goolagong    | 6−3, 6−3      |
| Guanyadora | 8.   | 1972 | Wimbledon (4)            | Evonne Goolagong    | 6−3, 6−3      |
| Guanyadora | 9.   | 1972 | US Open (3)              | Kerry Melville Reid | 6−3, 7−5      |
| Guanyadora | 10.  | 1973 | Wimbledon (5)            | Chris Evert         | 6−0, 7−5      |
| Guanyadora | 11.  | 1974 | US Open (4)              | Evonne Goolagong    | 3−6, 6−3, 7−5 |
| Guanyadora | 12.  | 1975 | Wimbledon (6)            | Evonne Goolagong    | 6−0, 6−1      |

### Dobles: 29 (16−13)
| Resultat   | Núm. | Any  | Torneig                  | Parella             | Oponents en la final                           | Marcador       |
| ---------- | ---- | ---- | ------------------------ | ------------------- | ---------------------------------------------- | -------------- |
| Guanyadora | 1.   | 1961 | Wimbledon                | Karen Hantze Susman | Jan Lehane O'Neill Margaret Court              | 6−3, 6−4       |
| Guanyadora | 2.   | 1962 | Wimbledon (2)            | Karen Hantze Susman | Sandra Reynolds Price Renee Schuurman Haygarth | 5−7, 6−3, 7−5  |
| Finalista  | 1.   | 1962 | U.S. Championships       | Karen Hantze Susman | Maria Bueno Darlene Hard                       | 6−4, 3−6, 2−6  |
| Finalista  | 2.   | 1964 | Wimbledon                | Karen Hantze Susman | Margaret Court Lesley Turner Bowrey            | 5−7, 2−6       |
| Guanyadora | 3.   | 1964 | U.S. Championships       | Karen Hantze Susman | Margaret Court Lesley Turner Bowrey            | 3−6, 6−2, 6−4  |
| Finalista  | 3.   | 1965 | Australian Championships | Robyn Ebbern        | Margaret Court Lesley Turner Bowrey            | 6−1, 2−6, 3−6  |
| Guanyadora | 4.   | 1965 | Wimbledon (3)            | Maria Bueno         | Françoise Durr Jeanine Lieffrig                | 6−2, 7−5       |
| Finalista  | 4.   | 1965 | U.S. Championships (2)   | Karen Hantze Susman | Carole Caldwell Graebner Nancy Richey Gunter   | 4−6, 4−6       |
| Finalista  | 5.   | 1966 | U.S. Championships (3)   | Rosemary Casals     | Maria Bueno Nancy Richey Gunter                | 3−6, 4−6       |
| Guanyadora | 5.   | 1967 | Wimbledon (4)            | Rosemary Casals     | Maria Bueno Nancy Richey Gunter                | 9−11, 6−4, 6−2 |
| Guanyadora | 6.   | 1967 | U.S. Championships (2)   | Rosemary Casals     | Mary Ann Eisel Curtis Donna Floyd Fales        | 4−6, 6−3, 6−4  |
| Finalista  | 6.   | 1968 | Roland Garros            | Rosemary Casals     | Françoise Durr Ann Haydon Jones                | 5−7, 6−4, 4−6  |
| Guanyadora | 7.   | 1968 | Wimbledon (5)            | Rosemary Casals     | Françoise Durr Ann Haydon Jones                | 3−6, 6−4, 7−5  |
| Finalista  | 7.   | 1968 | U.S. Open (4)            | Rosemary Casals     | Maria Bueno Margaret Court                     | 6−4, 7−9, 6−8  |
| Finalista  | 8.   | 1969 | Open d'Austràlia (2)     | Rosemary Casals     | Margaret Court Lesley Turner Bowrey            | 4−6, 4−6       |
| Finalista  | 9.   | 1970 | Roland Garros (2)        | Rosemary Casals     | Françoise Durr Gail Sherriff Chanfreau         | 1−6, 6−3, 3−6  |
| Guanyadora | 8.   | 1970 | Wimbledon (6)            | Rosemary Casals     | Françoise Durr Virginia Wade                   | 6−2, 6−3       |
| Guanyadora | 9.   | 1971 | Wimbledon (7)            | Rosemary Casals     | Margaret Court Evonne Goolagong Cawley         | 6−3, 6−2       |
| Guanyadora | 10.  | 1972 | Roland Garros            | Betty Stöve         | Winnie Shaw Christine Truman Janes             | 6−1, 6−2       |
| Guanyadora | 11.  | 1972 | Wimbledon (8)            | Betty Stöve         | Judy Tegart Dalton Françoise Durr              | 6−2, 4−6, 6−3  |
| Guanyadora | 12.  | 1973 | Wimbledon (9)            | Rosemary Casals     | Françoise Durr Betty Stöve                     | 6−1, 4−6, 7−5  |
| Finalista  | 10.  | 1973 | U.S. Open (5)            | Rosemary Casals     | Margaret Court Virginia Wade                   | 6−3, 3−6, 5−7  |
| Guanyadora | 13.  | 1974 | U.S. Open (3)            | Rosemary Casals     | Françoise Durr Betty Stöve                     | 7−6, 6−7, 6−4  |
| Finalista  | 11.  | 1975 | U.S. Open (6)            | Rosemary Casals     | Margaret Court Virginia Wade                   | 5−7, 6−2, 6−7  |
| Finalista  | 12.  | 1976 | Wimbledon (2)            | Betty Stöve         | Chris Evert Martina Navrátilová                | 1−6, 6−3, 5−7  |
| Guanyadora | 14.  | 1978 | U.S. Open (4)            | Martina Navrátilová | Kerry Melville Reid Wendy Turnbull             | 7−6, 6−4       |
| Guanyadora | 15.  | 1979 | Wimbledon (10)           | Martina Navrátilová | Betty Stöve Wendy Turnbull                     | 5−7, 6−3, 6−2  |
| Finalista  | 13.  | 1979 | U.S. Open (7)            | Martina Navrátilová | Betty Stöve Wendy Turnbull                     | 5−7, 3−6       |
| Guanyadora | 16.  | 1980 | U.S. Open (5)            | Martina Navrátilová | Pam Shriver Betty Stöve                        | 7−6, 7−5       |

### Dobles mixts: 18 (11−7)
| Resultat   | Núm. | Any  | Torneig            | Parella          | Oponents en la final               | Marcador        |
| ---------- | ---- | ---- | ------------------ | ---------------- | ---------------------------------- | --------------- |
| Finalista  | 1.   | 1966 | Wimbledon          | Dennis Ralston   | Ken Fletcher Margaret Court        | 6−4, 3−6, 3−6   |
| Guanyadora | 1.   | 1967 | Roland Garros      | Owen Davidson    | Ann Haydon Jones Ion Țiriac        | 6−3, 6−1        |
| Guanyadora | 2.   | 1967 | Wimbledon          | Owen Davidson    | Maria Bueno Ken Fletcher           | 7−5, 6−2        |
| Guanyadora | 3.   | 1967 | U.S. Championships | Owen Davidson    | Rosemary Casals Stan Smith         | 6−3, 6−2        |
| Guanyadora | 4.   | 1968 | Open d'Austràlia   | Dick Crealy      | Margaret Court Allan Stone         | Renúncia        |
| Finalista  | 2.   | 1968 | Roland Garros      | Owen Davidson    | Françoise Durr Jean Claude Barclay | 1−6, 4−6        |
| Guanyadora | 5.   | 1970 | Roland Garros (2)  | Bob Hewitt       | Françoise Durr Jean Claude Barclay | 2−6, 4−6        |
| Guanyadora | 6.   | 1971 | Wimbledon (2)      | Owen Davidson    | Margaret Court Marty Riessen       | 3−6, 6−2, 15−13 |
| Guanyadora | 7.   | 1971 | US Open (2)        | Owen Davidson    | Rob Maud Betty Stöve               | 6−3, 7−5        |
| Guanyadora | 8.   | 1973 | Wimbledon (3)      | Owen Davidson    | Janet Newberry Raúl Ramírez        | 6−3, 6−2        |
| Guanyadora | 9.   | 1973 | US Open (3)        | Owen Davidson    | Margaret Court Marty Riessen       | 6−3, 3−6, 7−6   |
| Guanyadora | 10.  | 1974 | Wimbledon (4)      | Owen Davidson    | Lesley Charles Mark Farrell        | 6−3, 9−7        |
| Finalista  | 3.   | 1975 | US Open            | Fred Stolle      | Rosemary Casals Richard Stockton   | 6−3, 3−6, 7−6   |
| Guanyadora | 11.  | 1976 | US Open (4)        | Phil Dent        | Betty Stöve Frew McMillan          | 3−6, 6−2, 7−5   |
| Finalista  | 4.   | 1977 | US Open (2)        | Vitas Gerulaitis | Betty Stöve Frew McMillan          | 2−6, 6−3, 3−6   |
| Finalista  | 5.   | 1978 | Wimbledon (2)      | Ray Ruffels      | Betty Stöve Frew McMillan          | 2−6, 2−6        |
| Finalista  | 6.   | 1978 | US Open (3)        | Ray Ruffels      | Betty Stöve Frew McMillan          | 3−6, 6−7        |
| Finalista  | 7.   | 1983 | Wimbledon (3)      | Steve Denton     | John Lloyd Wendy Turnbull          | 7−6, 6−7, 5−7   |

## Carrera esportiva

### Inicis (1959−1965)
King va començar a jugar a tennis a les pistes públiques de Long Beach, Califòrnia, entrenada per Clyde Walker. Posteriorment va millorar la seva qualitat en el Los Angeles Tennis Club (LATC), sota les ordres de Perry T. Jones. El 1959, amb 15 anys, va debutar en el primer Grand Slam jugant el U.S. Championships, perdent contra Justina Bricka en el primer partit. L'extennista Alice Marble, guanyadora de 18 títols de Grand Slam, va començar a entrenar King durant els caps de setmana amb la intenció de millorar el seu nivell psicològic per afrontar els partits. L'any següent va guanyar el primer títol de la seva carrera a Filadèlfia.
Durant el 1961 va guanyar importància i va aconseguir els diners per començar a jugar internacionalment. En la primera participació en el torneig de Wimbledon es va imposar en dobles femenins junt a Karen Hantze Susman i derrotant les principals caps de sèrie. En categoria individual no va poder superar el primer partit contra Yola Ramírez Ochoa, cinquena cap de sèrie. En la següent participació a Wimbledon, King va superar en el primer partit Margaret Court, número 1 del món i principal favorita. Era la primera ocasió de la història del torneig on la cap de sèrie número 1 perdia el primer partit. Finalment va arribar a quarts de final caient contra Ann Haydon Jones. L'any 1963 va guanyar algun torneig més, però la seva participació més destacada fou novament a Wimbledon, superant Maria Bueno i Jones pel camí i disputant la seva primera final de Grans Slam, on va caure contra Court. La setmana posterior va guanyar el seu primer torneig internacional a Irlanda. En el següent U.S. Championships ja fou destacada com a cap de sèrie, però va perdre a quarta ronda. Durant el 1964 va guanyar quatre torneigs menors però a Wimbledon tornà a perdre contra Court a semifinals. Disputà la final de la Copa Federació però novament fou derrotada per Court. Al U.S. Championships avançà fins a quarts de final però fou sorpresa novament per una tennista de menys nivell. A final de temporada, King va decidir fer un gir en la seva carrera esportiva i dedicar-se al tennis a temps complet. L'important empresari Robert Mitchell li va oferir subvencionar la seva estada a Austràlia per entrenar-se a les ordres del prestigiós entrenador Mervyn Rose. Ja en el 1965, inicialment no va tenir participacions destacades a cap dels torneig disputats a Austràlia i també va perdre en la final contra Court novament. Després va participar per primera vegada a l'Australia Championships i va arribar fins a semifinals on coincidí novament amb Court. A Wimbledon fou superat per Bueno a semifinals mentre que finalment disputà la primera final d'U.S. Championships, on va posar contra les cordes a Court però també fou derrotada. Tot i estar molt trista per la derrota, King va declarar que se sentia amb molta confiança per ser la millor del món i que guanyar a Wimbledon el següent any.

### Èxits individuals (1966−1975)
Durant el 1966 va superar diverses rivals a les quals encara no havia pogut guanyar com Dorothy Cheney i també va trencar la ratxa contra Court amb nou derrotes consecutives a Sud-àfrica. Posteriorment arribà el primer gran èxit de la seva carrera individual amb el primer títol a Wimbledon, derrotant a Court a semifinals i Bueno a la final. Al U.S. Championships no va poder repetir l'èxit perquè estava malalta i no va superar la segona ronda. La temporada 1967 va disputar per primera vegada el Roland Garros caient a quarts de final davant Annette Van Zyl DuPlooy. Reedità el títol de Wimbledon, en aquesta ocasió sobre Jones. Aquesta si va poder fer doblet imposant-se per primera vegada al U.S. Championships sobre Jones i sense cedir cap set en tot el torneig. Aquest any fou formidable per King, ja que tant a Wimbledon com als Estats Units aconseguí tots els títols (individual femení, dobles femenins i dobles mixtos), esdevenint la primera dona que ho aconseguia des d'Alice Marble l'any 1939. Aquest hivern tornà a Austràlia per disputar diversos torneigs en els quals tingué una gran rivalitat amb Judy Tegart Dalton sense cap dominadora clara. Ja el 1968, King també s'imposà en la final de l'Australian Championships per primera vegada, superant a Dalton en semifinals i Court en la final. Posteriorment retornà als Estats Units on continuà la seva ratxa triomfant, que seguí després a Europa. Al Roland Garros es disposava a guanyar els quatre títols de Grand Slam de forma consecutiva, però fou derrotada a semifinals per Nancy Richey Gunter. Es recuperà ràpid de la derrota guanyant el tercer títol individual consecutiu a Wimbledon, superant a Dalton en la final. En el US Open fou finalista però va caure contra Virginia Wade. Després de l'estiu s'operà el turmell esquerre i no disputà cap més torneig fins a final d'any amb la intenció de recuperar-se completament.
A l'inici de 1969 va desplaçar-se novament a Austràlia per disputar diversos torneigs, però en aquesta ocasió no en va guanyar cap. A l'Open d'Austràlia va disputar la final però fou derrotada per Court. De tornada als Estats Units va guanyar dos torneigs més i llavors dos més a Sud-àfrica. A Wimbledon es plantà novament en la final però Jones la va guanyar contrapronòstic, evitant que es coronés per quarta ocasió consecutiva. Al U.S. Championships fou sorpresa per Gunter a quarts de final i, per primera vegada des de 1965, no va guanyar cap títol de Grand Slam. En acabar la temporada va indicar que havia estat un mal any a causa dels seus problemes al colze, però que estava molt motivada per iniciar el nou any. Malauradament, Court va guanyar tots quatre títols de Grand Slam del 1970 i fou reconeguda clarament com a número 1. King va superar-la en diversos torneigs menors, especialment a l'inici d'any. Tot i desplaçar-se a Austràlia, King no va disputar l'Open d'Austràlia, i al Roland Garros no va superar els quarts de final. Prèviament va aconseguir el títol més important fins al moment sobre terra batuda, guanyant el torneig de Roma. A Wimbledon va disputar novament la final i disposà de 7 punts de partit per endur-se el títol, però finalment va caure enfront Court en una de les grans finals de la història del torneig. El juliol es va sotmetre a una operació de genoll que la va obligar a perdre's el U.S. Championships
La temporada 1971 fou la millor de la seva carrera en nombre de títols guanyats, ja que en va aconseguir un total de 17 amb un registre de 112 victòries i 13 derrotes, tanmateix, només un d'ell fou un Grand Slam. Segons va explicar posteriorment, una de les derrotes fou per retirada a causa dels dolors que li provocava l'avortament que havia patit. A Wimbledon fou semifinalista en ser derrotada per Evonne Goolagong. A US Open si va poder imposar-se en la final, sense perdre un sol set i superant a Casals en la final. La temporada 1972 va aconseguir els tres títols de Grand Slam que va disputar, a excepció de l'Open d'Austràlia, que va preferir no jugar malgrat que es trobava a Nova Zelanda al desembre de l'any anterior. La temporada no va començar de forma positiva, ja que només va guanyar dos dels primers deu torneigs. Llavors va encadenar sis títols consecutius entre els quals va aconseguir el Roland Garros i Wimbledon. En el primer no va cedir cap set i es va imposar a Goolagong en la final. A més, aquest títol li va permetre completar el Grand Slam durant la carrera, ja que era l'únic títol de categoria Grand Slam que li mancava. En el segon només va perdre un set i també es va imposar a Goolagong en la final. Al US Open també es va imposar sense cedir cap set i guanyant a Kerry Melville Reid en la final.
King va començar el 1973 de forma inconsistent, perdent-se els primers torneigs a causa d'una lesió al canell. A la primavera va imposar-se a Indianapolis però llavors fou finalista en els cinc torneigs següents. Va renunciar a defensar el títol de Roland Garros però si va recuperar el títol de Wimbledon, cinquè de la seva carrera, derrotant a Chris Evert en la final i perdent només 9 punts en el primer set. Margaret Court fou la gran dominadora del circuit amb els tres Grand Slams restants però només s'enfrontaren en quatre ocasions durant aquest any, amb només una victòria per King. Aquests foren els darrers enfrontaments individuals entre les dues tennistes d'un total de 34, amb 21 victòries per Court i 13 per King. En els últims mesos de l'any va poder imposar-se en tres finals més. Durant aquesta temporada es va produir un dels esdeveniments més recordats en la història del tennis, el Battle of the Sexes (en català, la batalla dels sexes). Al maig, l'extennista Bobby Riggs es va enfrontar a Margaret Court derrotant-la fàcilment (6−2, 6−1) per demostrar que les dones eren molt inferiors als homes, que una dona no el podia vèncer malgrat tenir 55 anys i Court 30. King va acceptar també el repte per enfrontar-se al setembre. King (amb 29 anys) va aprendre dels errors que va cometre Court i el va derrotar en tres sets (6−4, 6−3, 6−3). El partit tingué una audiència mundial de 90 milions d'espectadors, 50 dels quals als Estats Units.
L'inici de la temporada 1974 fou molt positiva amb cinc títols dels primers set torneigs que va disputar. No va jugar el Roland Garros però si Wimbledon, on fou derrotada a quarts de final per Olga Morozova. Llavors no va disputar cap més torneig fins al US Open, on s'imposà per quarta vegada superant a Goolagong en la final. El resultat més destacat fins a final d'any fou les semifinals del Virginia Slims Championships que tancava la temporada, on va perdre contra Goolagon. Durant l'any 1975 es va produir la seva retirada del circuit individual a mitja temporada, concretament just després d'aconseguir la seva sisena corona individual a Wimbledon. Va planificar la temporada per estar en plena forma a Wimbledon disputant pocs torneigs i només es va guanyar un títol. Aquesta preparació va donar els seus fruits, ja que va superar les principals rivals, Morozova a quarts de final, Evert a semifinals, i a Goolagong Cawley en la final. Aquest partit fou la segona final més desigual de la història de Wimbledon (6-0, 6-1), i King va declarar després de l'enfrontament que fou un partit gairebé perfecte i llavors que ja no tornaria més perquè es retirava.

### Últims anys (1976−1990)
Durant l'any 1976 només va disputar partits de dobles i dobles mixtos a excepció de cinc partits individuals en la Copa Federació. Junt a Phil Dent van guanyar el títol de dobles mixtos al US Open. A final de temporada es va tornar a operar per tercera vegada el genoll dret i també va declarar que havia malgastat tot l'any, ja que tenia moltes ganes de tornar. Després d'uns mesos recuperació va tornar a disputar torneigs individuals el 1977. Va disputar el torneig de San Antonio, el qual la WTA i diverses estrelles del circuit havien criticat perquè l'organització del torneig va acceptar la participació de Renee Richards, tennista transsexual. Va tornar a disputar el torneig de Wimbledon malgrat anunciar que no tornaria, i va arribar a quarts de final fins a caure clarament davant Evert per primera vegada en un Grand Slam. Al US Open es repetí novament l'enfrontament amb el mateix resultat. El final de temporada fou força espectacular amb la consecució de cinc títols i només patint tres derrotes. Va guanyar tres torneigs en tres setmanes consecutives imposant-se a Navrátilová, Wade, Turnbull i Stove entre d'altres.
Durant la primera meitat del 1978 va disputar deu torneigs individuals i passat el torneig de Wimbledon es va limitar al circuit de dobles. En els individuals fou finalista en tres dels torneigs però no es va imposar en cap. En el US Open va competir junt a Navrátilová en els dobles femenins i es van emportar el títol. Fins al final d'any va disputar cinc partits més de dobles sense derrota, que li van permetre guanyar una nova Copa Federació. Una nova operació durant l'hivern li van fer repensar la retirada definitiva. La recuperació es va allargar força temps i durant la primera meitat de 1979 només va disputar un partit de dobles a la Copa Federació. Va tornar a disputar un torneig individualment per preparar Wimbledon però tampoc va superar els quarts de final. En dobles va reeditar el títol junt a Navrátilová aconseguint el seu 20è i darrer títol a Wimbledon i superant la marca que posseïa Elizabeth Ryan amb 19. A Tòquio va guanyar el primer torneig individual en quasi dos anys superant a Goolagong Cawley en la final. La setmana següent també es va imposar a Stöve a Estocolm.
A principis del 1980 va guanyar el torneig de Houston superant a Navrátilová. Va tornar a disputar el Roland Garros per primera vegada des de 1972 quan va completar el Grand Slam, però no va superar els quarts de final davant Dianne Fromholtz Balestrat. A Wimbledon també va arribar a quarts de final fins a ser derrotada per Navrátilová, en un partit amb moltes interrupcions a causa de la pluja i que va haver de jugar-se en dos dies, i en el qual també se li van trencar les ulleres per accident. Amb Navrátilová es van imposar en la final del US Open, aconseguint així el seu darrer títol de Grand Slam, concretament el número 39. Després d'aquest títol, Navrátilová va decidir canviar de parella començant a jugar amb Pam Shriver, però mai ho va parlar directament amb King. A final d'any es va tornar a operar el genoll.
Amb 38 anys va disputar una nova edició del torneig de Wimbledon el 1982. Va superar diverses caps de sèrie i es va plantar a semifinals esdevenint la semifinalista més veterana de la història del torneig des de Dorothea Douglass Lambert Chambers el 1920. Evert la va derrotar en el 250è partit de King a Wimbledon. En l'any 1983 va tornar a disputar la semifinal de Wimbledon novament, però Andrea Jaeger la va superar clarament. Va guanyar el torneig de Birmingham esdevenint la tennista més veterana en guanyar un torneig del circuit WTA, amb 39 anys, 7 mesos i 23 dies, registre que encara conserva. Va disputar el darrer partit a segona ronda de l'Open d'Austràlia davant Catherine Tanvier, i es retirà definitivament del circuit individual. Des de llavors va disputar algun partit de dobles esporàdicament fins a l'any 1990, en el qual es retirà definitivament del tennis professional. El darrer partit el disputà al març de 1990 fent parella amb una joveníssima Jennifer Capriati, de només 14 anys en aquell moment però amb gran projecció. A mitjans d'any fou designada capitana de l'equip estatunidencs de Copa Federació i va aconseguir el títol aquest mateix any. Paral·lelament també es va encarregar de l'equip olímpic de tennis.

### Resum
Després del triomf al Roland Garros de 1972, King va esdevenir la cinquena dona en guanyar els quatre títols de Grand Slams i completar el Grand Slam durant la carrera. També va completar aquesta fita en dobles mixtos però va romandre a un torneig de fer-ho en dobles femenins, no va poder guanyar l'Open d'Austràlia malgrat ser finalista en dues ocasions. També va destacar la consecució de 20 títols de Wimbledon (6 individuals, 10 dobles i 4 dobles mixtos), només Martina Navrátilová va poder igualar aquest registre posteriorment. Va guanyar 12 títols individuals de Grand Slam de divuit finals, demostrant la seva fortalesa mental en les finals. Es va imposar en un total de 129 finals del circuit femení individual. També va col·laborar en la consecució de 7 Copes Federació pels Estats Units (1963, 1966, 1967, 1976, 1977, 1978 i 1979). Fou capitana de l'equip estatunidenc de Copa Federació entre els anys 1990 i 2002 aconseguint quatre títols de (1990, 1996, 1999 i 2000) i també fou la coordinadora de l'equip estatunidenc de tennis femení de diversos Jocs Olímpics i sota les seves ordres, les tennistes Lindsay Davenport, Gigi Fernández i Mary Joe Fernandez foren medallistes en les edicions de 1992 i 1996.

## Palmarès: 200 (71−111−11−7)

### Individual: 110 (71−39)
| Títols per superfície |
| --------------------- |
| Dura (17−9)           |
| Gespa (22−12)         |
| Terra batuda (8−5)    |
| Moqueta (11−8)        |

| Resultat   | Núm. | Data                   | Torneig                                                  | Superfície       | Oponent en la final  | Marcador         |
| ---------- | ---- | ---------------------- | -------------------------------------------------------- | ---------------- | -------------------- | ---------------- |
| Finalista  | 1.   | 24 de juny de 1963     | Wimbledon, Regne Unit                                    | Gespa            | Margaret Smith       | 3−6, 4−6         |
| Guanyadora | 1.   | 27 de juliol de 1964   | Orange, Estats Units                                     | Gespa            | Nancy Richey         | 7−5, 3−6, 8−6    |
| Finalista  | 2.   | 19 de novembre de 1964 | Sydney, Austràlia                                        | Gespa            | Margaret Smith       | 4−6, 3−6         |
| Guanyadora | 2.   | 26 de juliol de 1965   | Orange (2)                                               | Gespa            | Jane Albert          | 7−5, 6−3         |
| Finalista  | 3.   | 3 de setembre de 1965  | US National Championships, Estats Units                  | Gespa            | Margaret Smith       | 6−8, 5−7         |
| Guanyadora | 3.   | 16 de maig de 1966     | La Jolla, Estats Units                                   | Dura             | Patti Hogan          | 7−5, 6−0         |
| Guanyadora | 4.   | 27 de juny de 1966     | Wimbledon                                                | Gespa            | Maria Bueno          | 6−3, 3−6, 6−1    |
| Guanyadora | 5.   | 26 de juny de 1967     | Wimbledon (2)                                            | Gespa            | Ann Haydon-Jones     | 6−3, 6−4         |
| Guanyadora | 6.   | 29 de juliol de 1967   | Orange (3)                                               | Gespa            | Kathleen Harter      | 4−6, 6−2, 6−3    |
| Guanyadora | 7.   | 31 d'agost de 1967     | US National Championships                                | Gespa            | Ann Haydon-Jones     | 11−9, 6−4        |
| Guanyadora | 8.   | 1 de gener de 1968     | Perth, Austràlia                                         | Gespa            | Margaret Smith Court | 6−2, 6−4         |
| Guanyadora | 9.   | 19 de gener de 1968    | Open d'Austràlia, Austràlia                              | Gespa            | Margaret Smith Court | 6−1, 6−2         |
| Guanyadora | 10.  | 24 de juny de 1968     | Wimbledon (3)                                            | Gespa            | Judy Tegart          | 9−7, 7−5         |
| Finalista  | 4.   | 29 d'agost de 1968     | US Open (2)                                              | Gespa            | Virginia Wade        | 4−6, 2−6         |
| Finalista  | 5.   | 20 de gener de 1969    | Open d'Austràlia                                         | Gespa            | Margaret Smith Court | 4−6, 1−6         |
| Guanyadora | 11.  | 6 de març de 1969      | Los Angeles, Estats Units                                |                  | Ann Haydon-Jones     | 17−15, 6−3       |
| Guanyadora | 12.  | 6 d'abril de 1969      | Johannesburg, Sud-àfrica                                 | Dura             | Nancy Richey         | 6−3, 6−4         |
| Finalista  | 6.   | 9 de juny de 1969      | Bristol, Regne Unit                                      | Gespa            | Margaret Smith Court | 3−6, 3−6         |
| Finalista  | 7.   | 23 de juny de 1969     | Wimbledon (2)                                            | Gespa            | Ann Haydon-Jones     | 6−3, 3−6, 2−6    |
| Finalista  | 8.   | 17 de novembre de 1969 | Londres, Regne Unit                                      | Dura             | Ann Haydon-Jones     | 11−9, 2−6, 7−9   |
| Finalista  | 9.   | 2 de febrer de 1970    | Filadèlfia, Estats Units                                 | Moqueta          | Margaret Smith Court | 3−6, 6−7(12)     |
| Finalista  | 10.  | 13 de febrer de 1970   | Dallas, Estats Units                                     | Moqueta          | Margaret Smith Court | 6−1, 3−6, 9−11   |
| Guanyadora | 13.  | 16 de març de 1970     | Sydney                                                   | Gespa            | Margaret Smith Court | 6−2, 4−6, 6−3    |
| Finalista  | 11.  | 22 de març de 1970     | Johannesburg                                             | Dura             | Margaret Smith Court | 4−6, 6−1, 3−6    |
| Guanyadora | 14.  | 20 d'abril de 1970     | Roma, Itàlia                                             | Terra batuda     | Julie Heldman        | 6−1, 6−3         |
| Finalista  | 12.  | 22 de juny de 1970     | Wimbledon (3)                                            | Gespa            | Margaret Smith Court | 12−14, 9−11      |
| Guanyadora | 15.  | 16 de novembre de 1970 | Londres, Regne Unit                                      | Dura (i)         | Ann Haydon-Jones     | 8−6, 3−6, 6−1    |
| Guanyadora | 16.  | 6 de gener de 1971     | San Francisco, Estats Units                              | Dura (i)         | Rosie Casals         | 6−3, 6−4         |
| Guanyadora | 17.  | 14 de gener de 1971    | Long Beach, Estats Units                                 | Dura (i)         | Rosie Casals         | 6−1, 6−2         |
| Guanyadora | 18.  | 21 de gener de 1971    | Milwaukee, Estats Units                                  |                  | Rosie Casals         | 6−3, 6−2         |
| Guanyadora | 19.  | 25 de gener de 1971    | Oklahoma, Estats Units                                   | Dura (i)         | Rosie Casals         | 1−6, 7−6, 6−4    |
| Guanyadora | 20.  | 4 de febrer de 1971    | Nashville, Estats Units                                  |                  | Ann Haydon-Jones     | 6−4, 6−1         |
| Finalista  | 13.  | 15 de febrer de 1971   | Fort Lauderdale, Estats Units                            | Terra batuda     | Françoise Dürr       | 3−6, 6−3, 3−6    |
| Guanyadora | 21.  | 26 de febrer de 1971   | Winchester, Estats Units                                 |                  | Rosie Casals         | 4−6, 6−2, 6−3    |
| Guanyadora | 22.  | 18 de març de 1971     | Detroit, Estats Units                                    | Moqueta (i)      | Rosie Casals         | 3−6, 6−1, 6−2    |
| Finalista  | 14.  | 24 de març de 1971     | Nova York, Estats Units                                  | Moqueta (i)      | Rosie Casals         | 4−6, 4−6         |
| Guanyadora | 23.  | 22 d'abril de 1971     | San Diego, Estats Units                                  | Dura             | Rosie Casals         | 3−6, 7−5, 6−1    |
| Guanyadora | 24.  | 17 de maig de 1971     | Hamburg, Alemanya                                        | Terra batuda     | Helga Masthoff       | 6−3, 6−4         |
| Finalista  | 16.  | 14 de juny de 1971     | Londres                                                  | Gespa            | Margaret Smith Court | 3−6, 6−3, 3−6    |
| Guanyadora | 25.  | 12 de juliol de 1971   | Hoylake, Regne Unit                                      | Gespa            | Rosie Casals         | 6−3, 6−3         |
| Guanyadora | 26.  | 19 de juliol de 1971   | Kitzbühel, Àustria                                       | Terra batuda     | Laura Rossouw        | 6−2, 4−6, 7−5    |
| Guanyadora | 27.  | 2 d'agost de 1971      | Houston, Estats Units                                    | Moqueta (i)      | Kerry Melville       | 6−4, 4−6, 6−1    |
| Guanyadora | 28.  | 9 d'agost de 1971      | Indianapolis, Estats Units                               | Terra batuda     | Linda Tuero          | 6−4, 7−5         |
| Finalista  | 17.  | 16 d'agost de 1971     | Chicago, Estats Units                                    | Moqueta (i)      | Françoise Dürr       | 4−6, 2−6         |
| Guanyadora | 29.  | 1 de setembre de 1971  | US Open (2)                                              | Gespa            | Rosie Casals         | 6−4, 7−6         |
| Guanyadora | 30.  | 14 de setembre de 1971 | Louisville, Estats Units                                 |                  | Rosie Casals         | 6−1, 4−6, 6−3    |
| Finalista  | 18.  | 20 de setembre de 1971 | Los Angeles                                              |                  | Rosie Casals         | Renúncia         |
| Guanyadora | 31.  | 27 de setembre de 1971 | Phoenix, Estats Units                                    | Dura (i)         | Rosie Casals         | 7−5, 6−1         |
| Guanyadora | 32.  | 23 d'octubre de 1971   | Londres (2)                                              | Dura (i)         | Françoise Dürr       | 6−1, 5−7, 7−5    |
| Finalista  | 19.  | 1 de desembre de 1971  | Christchurch, Nova Zelanda                               | Gespa            | Françoise Dürr       | 3−6, 0−6         |
| Guanyadora | 33.  | 12 de gener de 1972    | San Francisco (2)                                        | Dura (i)         | Kerry Melville       | 7−6(0), 7−6(2)   |
| Finalista  | 20.  | 1 de febrer de 1972    | Fort Lauderdale (2)                                      | Terra batuda     | Chris Evert          | 1−6, 0−6         |
| Finalista  | 21.  | 6 de març de 1972      | Dallas (2)                                               | Moqueta (i)      | Nancy Richey-Gunter  | 6−7(2), 1−6      |
| Finalista  | 22.  | 4 d'abril de 1972      | Jacksonville, Estats Units                               | Terra batuda     | Marie Neumanova      | 4−6, 3−6         |
| Guanyadora | 34.  | 20 de març de 1972     | Richmond, Estats Units                                   | Terra batuda (i) | Nancy Richey-Gunter  | 6−3, 6−4         |
| Guanyadora | 35.  | 17 d'abril de 1972     | Tucson, Estats Units                                     | Dura (i)         | Françoise Dürr       | 6−0, 6−3         |
| Guanyadora | 36.  | 1 de maig de 1972      | Indianapolis (2)                                         | Moqueta (i)      | Nancy Richey-Gunter  | 6−3, 6−3         |
| Guanyadora | 37.  | 22 de maig de 1972     | Roland Garros, França                                    | Terra batuda     | Evonne Goolagong     | 6−3, 6−3         |
| Guanyadora | 38.  | 5 de juny de 1972      | Nottingham, Regne Unit                                   | Gespa            | Evonne Goolagong     |                  |
| Guanyadora | 39.  | 5 de juny de 1972      | Bristol                                                  | Gespa            | Kerry Melville       | 6−3, 6−2         |
| Guanyadora | 40.  | 26 de juny de 1972     | Wimbledon (4)                                            | Gespa            | Evonne Goolagong     | 6−3, 6−3         |
| Finalista  | 23.  | 14 d'agost de 1972     | Denver, Estats Units                                     | Dura             | Nancy Richey-Gunter  | 6−1, 4−6, 4−6    |
| Finalista  | 24.  | 22 d'agost de 1972     | Newport, Estats Units                                    | Gespa            | Margaret Smith Court | 4−6, 1−6         |
| Guanyadora | 41.  | 28 d'agost de 1972     | US Open (3)                                              | Gespa            | Kerry Melville       | 6−3, 7−5         |
| Guanyadora | 42.  | 12 de setembre de 1972 | Charlotte, Estats Units                                  | Terra batuda     | Margaret Smith Court | 6−2, 6−2         |
| Finalista  | 25.  | 18 de setembre de 1972 | Albany, Estats Units                                     | Dura             | Margaret Smith Court | 4−6, 1−6         |
| Guanyadora | 43.  | 27 de setembre de 1972 | Phoenix (2)                                              | Dura             | Margaret Smith Court | 7−6(3), 6−3      |
| Guanyadora | 44.  | 19 de febrer de 1973   | Indianapolis (3)                                         | Moqueta (i)      | Rosie Casals         | 5−7, 6−2, 6−4    |
| Finalista  | 26.  | 5 de març de 1973      | Chicago (2)                                              | Moqueta (i)      | Margaret Smith Court | 2−6, 6−4, 4−6    |
| Finalista  | 27.  | 9 d'abril de 1973      | Boston, Estats Units                                     | Dura (i)         | Margaret Smith Court | 2−6, 4−6         |
| Guanyadora | 45.  | 11 de juny de 1973     | Nottingham (2)                                           | Gespa            | Virginia Wade        | 8−6, 6−4         |
| Guanyadora | 46.  | 25 de juny de 1973     | Wimbledon (5)                                            | Gespa            | Chris Evert          | 6−0, 7−5         |
| Guanyadora | 47.  | 30 de juliol de 1973   | Denver                                                   |                  | Betty Stöve          | 6−4, 6−2         |
| Finalista  | 28.  | 6 d'agost de 1973      | Nashville                                                | Terra batuda     | Margaret Smith Court | 3−6, 6−4, 2−6    |
| Guanyadora | 48.  | 1 d'octubre de 1973    | Phoenix (3)                                              | Dura             | Nancy Richey-Gunter  | 6−1, 6−3         |
| Guanyadora | 49.  | 23 d'octubre de 1973   | Hawaii, Estats Units                                     |                  | Helen Gourlay        | 6−1, 6−1         |
| Guanyadora | 50.  | 19 de novembre de 1973 | Tòquio, Japó                                             |                  | Nancy Richey-Gunter  | 6−4, 6−4         |
| Guanyadora | 51.  | 14 de gener de 1974    | San Francisco (3)                                        | Moqueta (i)      | Chris Evert          | 7−6, 6−2         |
| Finalista  | 29.  | 21 de gener de 1974    | Palm Springs, Estats Units                               | Dura             | Chris Evert          | 3−6, 1−6         |
| Guanyadora | 52.  | 28 de gener de 1974    | Washington DC, Estats Units                              | Moqueta (i)      | Kerry Melville       | 6−0, 6−2         |
| Guanyadora | 53.  | 18 de febrer de 1974   | Detroit (2)                                              |                  | Rosie Casals         | 6−1, 6−1         |
| Guanyadora | 54.  | 18 de març dd 1974     | Akron, Estats Units                                      |                  | Nancy Richey-Gunter  | 6−3, 7−5         |
| Guanyadora | 55.  | 25 de març de 1974     | Nova York                                                | Moqueta (i)      | Chris Evert          | 6−3, 3−6, 6−2    |
| Finalista  | 30.  | 9 d'abril de 1974      | Boston (2)                                               |                  | Margaret Smith Court | 2−6, 4−6         |
| Finalista  | 31.  | 22 d'abril de 1974     | Filadèlfia (2)                                           | Dura (i)         | Olga Morozova        | 6−7, 1−6         |
| Guanyadora | 56.  | 26 d'agost de 1974     | US Open (4)                                              | Gespa            | Evonne Goolagong     | 3−6, 6−3, 7−5    |
| Finalista  | 32.  | 6 de gener de 1975     | San Francisco                                            | Moqueta (i)      | Chris Evert          | 1−6, 1−6         |
| Guanyadora | 57.  | 13 de gener de 1975    | Sarasota, Estats Units                                   |                  | Chris Evert          | 6−2, 6−3         |
| Finalista  | 33.  | 18 d'abril de 1975     | Austin, Estats Units                                     |                  | Chris Evert          | 6−4, 3−6, 6−7    |
| Finalista  | 34.  | 16 de juny de 1975     | Eastbourne, Regne Unit                                   | Gespa            | Virginia Wade        | 5−7, 6−4, 4−6    |
| Guanyadora | 58.  | 23 de juny de 1975     | Wimbledon (6)                                            | Gespa            | Evonne Goolagong     | 6−0, 6−1         |
| Guanyadora | 59.  | 21 de març de 1977     | San Antonio, Estats Units                                |                  | Mary Hamm            | 6−3, 3−6, 6−3    |
| Finalista  | 35.  | 28 de març de 1977     | Hilton Head, Estats Units                                | Terra batuda     | Chris Evert          | 0−6, 1−6         |
| Guanyadora | 60.  | 10 d'octubre de 1977   | Phoenix (4)                                              | Dura             | Wendy Turnbull       | 1−6, 6−1, 6−0    |
| Guanyadora | 61.  | 17 d'octubre de 1977   | São Paulo, Brasil                                        | Terra batuda     | Betty Stöve          | 6−1, 6−4         |
| Guanyadora | 62.  | 24 d'octubre de 1977   | San Juan, Puerto Rico                                    | Dura             | Janet Newberry       | 6−1, 6−3         |
| Finalista  | 36.  | 1 de novembre de 1977  | Colgate Series Championships, Palm Springs, Estats Units | Dura             | Chris Evert          | 2−6, 2−6         |
| Guanyadora | 63.  | 22 de novembre de 1977 | Tòquio (2)                                               | Moqueta (i)      | Martina Navrátilová  | 7−5, 5−7, 6−1    |
| Guanyadora | 64.  | 5 de desembre de 1977  | Londres, Regne Unit                                      |                  | Virginia Wade        | 6−3, 6−1         |
| Finalista  | 37.  | 16 de gener de 1978    | Houston                                                  | Moqueta          | Martina Navrátilová  | 6−1, 2−6, 2−6    |
| Finalista  | 38.  | 27 de febrer de 1978   | Kansas City, Estats Units                                | Dura (i)         | Martina Navrátilová  | 5−7, 2−6, 3−6    |
| Finalista  | 39.  | 20 de març de 1978     | Filadèlfia (3)                                           | Dura (i)         | Chris Evert          | 0−6, 4−6         |
| Guanyadora | 65.  | 10 de setembre de 1979 | Tòquio (3)                                               | Dura             | Evonne Goolagong     | 6−4, 7−5         |
| Guanyadora | 66.  | 1 de novembre de 1979  | Estocolm, Suècia                                         | Moqueta (i)      | Betty Stöve          | 6−3, 6−7(4), 7−5 |
| Guanyadora | 67.  | 18 de febrer de 1980   | Detroit (3)                                              | Moqueta (i)      | Evonne Goolagong     | 6−3, 6−0         |
| Guanyadora | 68.  | 25 de febrer de 1980   | Houston (2)                                              | Moqueta (i)      | Martina Navrátilová  | 6−1, 6−3         |
| Guanyadora | 69.  | 8 de setembre de 1980  | Tòquio (4)                                               | Dura             | Terry Holladay       | 7−5, 6−4         |
| Guanyadora | 70.  | 7 de juny de 1982      | Torneig de Birmingham, Regne Unit                        | Gespa            | Rosalyn Fairbank     | 6−2, 6−1         |
| Guanyadora | 71.  | 6 de juny de 1983      | Torneig de Birmingham (2)                                | Gespa            | Alycia Moulton       | 6−0, 7−5         |

### Dobles: 157 (111−46)
| Títols per superfície |
| --------------------- |
| Dura (21−8)           |
| Gespa (30−20)         |
| Terra batuda (9−10)   |
| Moqueta (21−5)        |

| Resultat   | Núm. | Data                   | Torneig                                                 | Superfície       | Parella             | Oponents en la final                    | Marcador            |
| ---------- | ---- | ---------------------- | ------------------------------------------------------- | ---------------- | ------------------- | --------------------------------------- | ------------------- |
| Guanyadora | 1.   | 19 de juny de 1961     | Londres, Regne Unit                                     | Gespa            | Karen Hantze        | Margaret Hunt Lynne Hutchings           | 6−2, 13−15, 6−2     |
| Guanyadora | 2.   | 26 de juny de 1961     | Wimbledon, Regne Unit                                   | Gespa            | Karen Hantze        | Jan Lehane Margaret Smith               | 6−3, 6−4            |
| Finalista  | 1.   | 7 d'agost de 1961      | South Orange, Estats Units                              | Gespa            | Karen Hantze        | Margaret Osborne Margaret Varner Bloss  | 4−6, 6−2, 2−6       |
| Guanyadora | 3.   | 25 de juny de 1962     | Wimbledon (2)                                           | Gespa            | Karen Susman        | Sandra Reynolds Price Renee Schuurman   | 5−7, 6−3, 7−5       |
| Finalista  | 1.   | 2 de juliol de 1962    | Haverford, Estats Units                                 | Gespa            | Karen Susman        | Justina Bricka Margaret Smith           | 5−7, 6−3, 6−8       |
| Finalista  | 3.   | 31 de juliol de 1962   | South Orange (2)                                        | Gespa            | Karen Susman        | Justina Bricka Margaret Smith           | 5−7, 4−6            |
| Finalista  | 4.   | 31 d'agost de 1962     | US National Championships, Estats Units                 | Gespa            | Karen Susman        | Darlene Hard Maria Bueno                | 6−4, 3−6, 2−6       |
| Finalista  | 5.   | 25 de juny de 1964     | Wimbledon                                               | Gespa            | Karen Susman        | Margaret Smith Lesley Turner            | 5−7, 2−6            |
| Guanyadora | 4.   | 27 de juliol de 1964   | South Orange                                            | Gespa            | Karen Susman        | Carole Caldwell Nancy Richey            | 3−6, 6−3, 6−4       |
| Guanyadora | 5.   | 2 de setembre de 1964  | US National Championships                               | Gespa            | Karen Susman        | Margaret Smith Lesley Turner            | 3−6, 6−2, 6−4       |
| Finalista  | 6.   | 9 de novembre de 1964  | Brisbane, Austràlia                                     | Gespa            | Robyn Ebbern        | Margaret Smith Lesley Turner            | 7−5, 4−6, 1−6       |
| Guanyadora | 6.   | 19 de novembre de 1964 | Sydney, Austràlia                                       | Gespa            | Robyn Ebbern        | Margaret Smith Lesley Turner            | 6−4, 3−6, 7−5       |
| Guanyadora | 7.   | 3 de desembre de 1964  | Melbourne, Austràlia                                    | Gespa            | Robyn Ebbern        | Margaret Smith Judy Tegart              | 9−7, 1−6, 6−4       |
| Finalista  | 7.   | 22 de gener de 1965    | Australian Championships, Austràlia                     | Gespa            | Robyn Ebbern        | Margaret Smith Lesley Turner            | 6−1, 2−6, 3−6       |
| Guanyadora | 8.   | 7 de juny de 1965      | Kent, Regne Unit                                        | Gespa            | Maria Bueno         | Margaret Smith Lesley Turner            | 7−9, 7−5, 9−7       |
| Guanyadora | 9.   | 21 de juny de 1965     | Wimbledon (3)                                           | Gespa            | Maria Bueno         | Françoise Dürr Jeanine Lieffrig         | 6−2, 7−5            |
| Finalista  | 8.   | 3 de setembre de 1965  | US National Championships (2)                           | Gespa            | Karen Susman        | Carole Caldwell Nancy Richey            | 4−6, 4−6            |
| Guanyadora | 10.  | 16 de maig de 1966     | La Jolla, Estats Units                                  | Dura             | Rosie Casals        | Dorothy Bundy Nancy Richey              | 6−2, 6−4            |
| Guanyadora | 11.  | 25 de juliol de 1966   | South Orange (2)                                        | Gespa            | Rosie Casals        | Winnie Shaw Virginia Wade               | 15−13, 7−9, 7−5     |
| Finalista  | 9.   | 1 de setembre de 1966  | US National Championships (3)                           | Gespa            | Rosie Casals        | Maria Bueno Nancy Richey                | 3−6, 4−6            |
| Guanyadora | 12.  | 26 de juny de 1967     | Wimbledon (4)                                           | Gespa            | Rosie Casals        | Maria Bueno Nancy Richey                | 9−11, 6−4, 6−2      |
| Guanyadora | 13.  | 29 de juliol de 1967   | South Orange (3)                                        | Gespa            | Rosie Casals        | Mary-Ann Eisel Donna Floyd Fales        | 6−3, 13−15, 6−4     |
| Guanyadora | 14.  | 31 d'agost de 1967     | US National Championships (2)                           | Gespa            | Rosie Casals        | Mary-Ann Eisel Donna Floyd Fales        | 3−6, 6−3, 6−4       |
| Guanyadora | 15.  | 25 de setembre de 1967 | Berkeley, Estats Units                                  | Dura             | Rosie Casals        | Françoise Dürr Judy Tegart              | 6−3, 6−4            |
| Guanyadora | 16.  | 1 de gener de 1968     | Perth, Austràlia                                        | Gespa            | Rosie Casals        | Margaret Smith Court Gail Sherriff      | 8−6, 4−6, 6−2       |
| Finalista  | 10.  | 27 de maig de 1968     | Roland Garros, França                                   | Terra batuda     | Rosie Casals        | Françoise Dürr Ann Haydon-Jones         | 5−7, 6−4, 4−6       |
| Guanyadora | 17.  | 24 de juny de 1968     | Wimbledon (5)                                           | Gespa            | Rosie Casals        | Françoise Dürr Ann Haydon-Jones         | 3−6, 6−4, 7−5       |
| Finalista  | 11.  | 29 d'agost de 1968     | US Open (4)                                             | Gespa            | Rosie Casals        | Maria Bueno Margaret Smith Court        | 6−4, 9−7, 8−6       |
| Finalista  | 12.  | 13 de gener de 1969    | Sydney                                                  | Gespa            | Rosie Casals        | Margaret Smith Court Judy Tegart        | 13−15, 6−4, 3−6     |
| Finalista  | 13.  | 20 de gener de 1969    | Open d'Austràlia (2)                                    | Gespa            | Rosie Casals        | Margaret Smith Court Judy Tegart        | 4−6, 4−6            |
| Guanyadora | 18.  | 27 de gener de 1969    | Auckland, Nova Zelanda                                  | Gespa            | Ann Haydon-Jones    | Helen Gourlay Karen Krantzcke           | 6−2, 10−8           |
| Finalista  | 14.  | 21 d'abril de 1969     | Roma, Itàlia                                            | Terra batuda     | Rosie Casals        | Françoise Dürr Ann Haydon-Jones         | 3−6, 6−3, 2−6       |
| Finalista  | 15.  | 9 de juny de 1969      | Bristol, Regne Unit                                     | Gespa            | Rosie Casals        | Margaret Smith Court Judy Tegart        | 4−6, 2−6            |
| Guanyadora | 19.  | 22 de juliol de 1969   | Gstaad, Suïssa                                          | Terra batuda     | Rosie Casals        | Françoise Dürr Ann Haydon-Jones         | 8−6, 6−3            |
| Finalista  | 16.  | 17 de novembre de 1969 | Londres, Regne Unit                                     | Dura (i)         | Rosie Casals        | Ann Haydon-Jones Virginia Wade          | 2−6, 4−6            |
| Guanyadora | 20.  | 13 de febrer de 1970   | Dallas, Estats Units                                    | Moqueta (i)      | Rosie Casals        | Mary-Ann Eisel Patti Hogan              | 10−8, 6−3           |
| Guanyadora | 21.  | 22 de març de 1970     | Johannesburg, Sud-àfrica                                | Dura             | Rosie Casals        | Karen Krantzcke Kerry Melville          | 6−2, 6−2            |
| Guanyadora | 22.  | 20 d'abril de 1970     | Roma                                                    | Terra batuda     | Rosie Casals        | Françoise Dürr Virginia Wade            | 6−2, 3−6, 9−7       |
| Finalista  | 17.  | 27 d'abril de 1970     | Bournemouth, Regne Unit                                 | Terra batuda     | Rosie Casals        | Margaret Smith Court Judy Tegart-Dalton | 2−6, 8−6, 5−7       |
| Finalista  | 18.  | 26 de maig de 1970     | Roland Garros (2)                                       | Terra batuda     | Rosie Casals        | Gail Sherriff Françoise Dürr            | 1−6, 6−3, 3−6       |
| Guanyadora | 23.  | 15 de juny de 1970     | Londres (2)                                             | Gespa            | Rosie Casals        | Karen Krantzcke Kerry Melville          | 6−4, 6−3            |
| Guanyadora | 24.  | 22 de juny de 1970     | Wimbledon (6)                                           | Gespa            | Rosie Casals        | Françoise Dürr Virginia Wade            | 6−2, 6−3            |
| Guanyadora | 25.  | 16 de novembre de 1970 | Londres                                                 | Dura (i)         | Rosie Casals        | Ann Haydon-Jones Virginia Wade          | 6−3, 7−5            |
| Guanyadora | 26.  | 6 de gener de 1971     | San Francisco, Estats Units                             | Dura (i)         | Rosie Casals        | Ann Haydon-Jones Françoise Dürr         | 6−4, 6−7, 6−1       |
| Guanyadora | 27.  | 14 de gener de 1971    | Long Beach, Estats Units                                | Dura (i)         | Rosie Casals        | Ann Haydon-Jones Françoise Dürr         | 7−5, 6−3            |
| Guanyadora | 28.  | 21 de gener de 1971    | Milwaukee, Estats Units                                 |                  | Rosie Casals        | Ann Haydon-Jones Françoise Dürr         | 6−3, 1−6, 6−2       |
| Guanyadora | 29.  | 25 de gener de 1971    | Oklahoma City, Estats Units                             | Dura (i)         | Rosie Casals        | Mary-Ann Eisel Valerie Ziegenfuss       | 6−7, 6−0, 7−5       |
| Guanyadora | 30.  | 4 de febrer de 1971    | Chattanooga, Estats Units                               |                  | Rosie Casals        | Ann Haydon-Jones Françoise Dürr         | 6−4, 7−5            |
| Guanyadora | 31.  | 9 de febrer de 1971    | Filadèlfia, Estats Units                                | Dura (i)         | Rosie Casals        |                                         | Renúncia            |
| Guanyadora | 32.  | 26 de febrer de 1971   | Winchester, Estats Units                                |                  | Rosie Casals        | Françoise Dürr Ann Haydon-Jones         | 6−4, 7−5            |
| Finalista  | 19.  | 12 d'abril de 1971     | Las Vegas, Estats Units                                 |                  | Rosie Casals        | Françoise Dürr Ann Haydon-Jones         | 6−0, 2−6, 4−6       |
| Guanyadora | 33.  | 22 d'abril de 1971     | San Diego, Estats Units                                 | Dura             | Rosie Casals        | Judy Tegart-Dalton Françoise Dürr       | 6−7, 6−2, 6−3       |
| Guanyadora | 34.  | 10 de maig de 1971     | Hurlingham, Regne Unit                                  | Terra batuda     | Rosie Casals        | Margaret Smith Court Evonne Goolagong   | 6−1, 6−4            |
| Guanyadora | 35.  | 17 de maig de 1971     | Hamburg, Alemanya                                       | Terra batuda     | Rosie Casals        | Helga Masthoff Heide Schildknecht       | 6−2, 6−1            |
| Guanyadora | 36.  | 14 de juny de 1971     | Londres (3)                                             | Gespa            | Rosie Casals        | Mary-Ann Eisel Valerie Ziegenfuss       | 6−3, 6−2            |
| Guanyadora | 37.  | 21 de juny de 1971     | Wimbledon (7)                                           | Gespa            | Rosie Casals        | Margaret Smith Court Evonne Goolagong   | 6−3, 6−2            |
| Guanyadora | 38.  | 12 de juliol de 1971   | Hoylake, Regne Unit                                     | Gespa            | Rosie Casals        | Margaret Smith Court Evonne Goolagong   | Renúncia            |
| Guanyadora | 39.  | 19 de juliol de 1971   | Kitzbühel, Àustria                                      | Terra batuda     | Rosie Casals        | Helga Masthoff Heide Schildknecht       | 6−2, 6−4            |
| Guanyadora | 40.  | 2 d'agost de 1971      | Houston, Estats Units                                   | Moqueta (i)      | Rosie Casals        | Judy Tegart-Dalton Françoise Dürr       | 6−3, 1−6, 6−2       |
| Guanyadora | 41.  | 9 d'agost de 1971      | Indianapolis, Estats Units                              | Terra batuda     | Judy Tegart-Dalton  | Julie Heldman Linda Tuero               | 6−1, 6−2            |
| Finalista  | 20.  | 16 d'agost de 1971     | Chicago, Estats Units                                   | Moqueta (i)      | Rosie Casals        | Judy Tegart-Dalton Françoise Dürr       | 4−6, 6−7            |
| Guanyadora | 42.  | 20 de setembre de 1971 | Los Angeles, Estats Units                               |                  | Rosie Casals        | Judy Tegart-Dalton Françoise Dürr       | 6−3, 6−2            |
| Guanyadora | 43.  | 27 de setembre de 1971 | Phoenix, Estats Units                                   | Dura (i)         | Rosie Casals        | Judy Tegart-Dalton Françoise Dürr       | 6−3, 6−2            |
| Guanyadora | 44.  | 1 de desembre de 1971  | Christchurch, Nova Zelanda                              | Gespa            | Rosie Casals        | Judy Tegart-Dalton Françoise Dürr       | 6−3, 9−8            |
| Guanyadora | 45.  | 16 de febrer de 1972   | Oklahoma City (2)                                       | Moqueta (i)      | Rosie Casals        | Judy Tegart-Dalton Françoise Dürr       | 6−7(4), 7−6(2), 6−2 |
| Guanyadora | 46.  | 6 de març de 1972      | Dallas (2)                                              | Moqueta (i)      | Rosie Casals        | Judy Tegart-Dalton Françoise Dürr       | 6−3, 4−6, 7−5       |
| Guanyadora | 47.  | 20 de març de 1972     | Richmond, Estats Units                                  | Terra batuda (i) | Rosie Casals        | Judy Tegart-Dalton Karen Krantzcke      | 7−5, 7−6            |
| Guanyadora | 48.  | 27 de març de 1972     | San Juan, Puerto Rico                                   | Dura             | Rosie Casals        | Judy Tegart-Dalton Karen Krantzcke      | 6−2, 6−3            |
| Finalista  | 21.  | 4 d'abril de 1972      | Jacksonville, Estats Units                              | Terra batuda     | Vicky Berner        | Judy Tegart-Dalton Karen Krantzcke      | 5−7, 1−6            |
| Guanyadora | 49.  | 22 de maig de 1972     | Roland Garros                                           | Dura             | Betty Stöve         | Winnie Shaw Nell Truman                 | 6−1, 6−2            |
| Finalista  | 22.  | 12 de juny de 1972     | Bristol (2)                                             | Gespa            | Rosie Casals        | Helen Gourlay Karen Krantzcke           | 4−6, 2−6            |
| Guanyadora | 50.  | 19 de juny de 1972     | Londres (4)                                             | Gespa            | Rosie Casals        | Brenda Kirk Pat Pretorius               | 5−7, 6−0, 6−2       |
| Guanyadora | 51.  | 26 de juny de 1972     | Wimbledon (8)                                           | Gespa            | Betty Stöve         | Judy Tegart-Dalton Françoise Dürr       | 7−5, 2−6, 7−6(4)    |
| Finalista  | 23.  | 22 d'agost de 1972     | Newport, Estats Units                                   | Gespa            | Rosie Casals        | Margaret Smith Court Lesley Hunt        | 2−6, 2−6            |
| Guanyadora | 52.  | 18 de setembre de 1972 | Albany, Estats Units                                    | Dura             | Ann Haydon-Jones    | Margaret Smith Court Lesley Hunt        | 7−5, 2−6, 7−6(4)    |
| Guanyadora | 53.  | 19 de setembre de 1972 | Indianapolis (2)                                        | Moqueta (i)      | Rosie Casals        | Margaret Smith Court Lesley Hunt        | 7−6, 6−4            |
| Finalista  | 24.  | 5 de febrer de 1973    | Miami, Estats Units                                     | Terra batuda     | Rosie Casals        | Françoise Dürr Betty Stöve              | 6−4, 2−6, 3−6       |
| Guanyadora | 54.  | 28 de febrer de 1973   | Detroit, Estats Units                                   | Moqueta (i)      | Rosie Casals        | Karen Krantzcke Betty Stöve             | 6−3, 3−6, 6−1       |
| Guanyadora | 55.  | 5 de març de 1973      | Chicago                                                 | Moqueta (i)      | Rosie Casals        | Karen Krantzcke Betty Stöve             | 6−4, 6−2            |
| Guanyadora | 56.  | 9 d'abril de 1973      | Boston, Estats Units                                    | Dura (i)         | Rosie Casals        | Françoise Dürr Betty Stöve              | 6−4, 6−2            |
| Guanyadora | 57.  | 16 d'abril de 1973     | Jacksonville                                            | Terra batuda     | Rosie Casals        | Françoise Dürr Betty Stöve              | 7−6, 5−7, 6−3       |
| Finalista  | 25.  | 30 d'abril de 1973     | Hilton Head, Estats Units                               | Terra batuda     | Rosie Casals        | Françoise Dürr Betty Stöve              | 6−4, 2−6, 3−6       |
| Guanyadora | 58   | 11 de juny de 1973     | Nottingham, Regne Unit                                  | Gespa            | Rosie Casals        | Chris Evert Betty Stöve                 | 6−2, 9−7            |
| Guanyadora | 59.  | 18 de juny de 1973     | Londres (5)                                             | Gespa            | Rosie Casals        | Françoise Dürr Betty Stöve              | 4−6, 6−3, 7−5       |
| Guanyadora | 60.  | 25 de juny de 1973     | Wimbledon (9)                                           | Gespa            | Rosie Casals        | Françoise Dürr Betty Stöve              | 6−1, 4−6, 7−5       |
| Guanyadora | 61.  | 30 de juliol de 1973   | Denver, Estats Units                                    |                  | Rosie Casals        | Françoise Dürr Betty Stöve              | 3−2, retirada       |
| Finalista  | 26.  | 27 d'agost de 1973     | US Open (5)                                             | Gespa            | Rosie Casals        | Margaret Smith Court Virginia Wade      | 6−3, 3−6, 5−7       |
| Finalista  | 27.  | 9 de setembre de 1973  | Hilton Head                                             | Dura             | Chris Evert         | Margaret Smith Court Evonne Goolagong   | 6−3, 3−6, 4−6       |
| Finalista  | 28.  | 1 d'octubre de 1973    | Phoenix                                                 | Dura             | Rosie Casals        | Kerry Harris Kerry Melville             | 4−6, 4−6            |
| Guanyadora | 62.  | 14 de gener de 1974    | San Francisco (2)                                       | Moqueta (i)      | Chris Evert         | Françoise Dürr Betty Stöve              | 6−4, 6−2            |
| Finalista  | 29.  | 21 de gener de 1974    | Palm Springs, Estats Units                              | Dura             | Chris Evert         | Kerry Harris Lesley Hunt                | 5−7, 4−6            |
| Guanyadora | 63.  | 28 de gener de 1974    | Washington DC, Estats Units                             | Moqueta (i)      | Betty Stöve         | Françoise Dürr Kerry Harris             | 6−1, 6−7, 7−5       |
| Guanyadora | 64.  | 18 de febrer de 1974   | Detroit (2)                                             |                  | Rosie Casals        | Françoise Dürr Betty Stöve              | 2−6, 6−4, 7−5       |
| Guanyadora | 65.  | 25 de febrer de 1974   | Chicago (2)                                             | Moqueta (i)      | Chris Evert         | Françoise Dürr Betty Stöve              | 3−6, 6−4, 6−4       |
| Guanyadora | 66.  | 18 de març de 1974     | Akron, Estats Units                                     | Moqueta (i)      | Rosie Casals        | Julie Heldman Olga Morozova             | 6−2, 6−4            |
| Guanyadora | 67.  | 9 d'abril de 1974      | Boston (2)                                              |                  | Rosie Casals        | Françoise Dürr Betty Stöve              | 6−4, 6−2            |
| Guanyadora | 68.  | 22 d'abril de 1974     | Filadèlfia (2)                                          | Dura (i)         | Rosie Casals        | Kerry Harris Lesley Hunt                | 6−3, 7−6            |
| Guanyadora | 69.  | 26 d'agost de 1974     | US Open (3)                                             | Gespa            | Rosie Casals        | Françoise Dürr Betty Stöve              | 7−6, 6−7, 6−4       |
| Finalista  | 30.  | 16 de setembre de 1974 | Orlando, Estats Units                                   | Terra batuda     | Rosie Casals        | Françoise Dürr Betty Stöve              | 3−6, 7−6, 4−6       |
| Guanyadora | 70.  | 14 d'octubre de 1974   | Virginia Slims Championships, Los Angeles, Estats Units | Moqueta (i)      | Rosie Casals        | Françoise Dürr Betty Stöve              | 6−1, 6−7, 7−5       |
| Finalista  | 31.  | 30 d'octubre de 1974   | Hilton Head (2)                                         | Dura             | Chris Evert         | Evonne Goolagong Virginia Wade          | 6−3, 4−6, 3−6       |
| Guanyadora | 71.  | 6 de gener de 1975     | San Francisco (3)                                       | Moqueta (i)      | Chris Evert         | Rosie Casals Virginia Wade              | 6−2, 7−5            |
| Guanyadora | 72.  | 13 de gener de 1975    | Sarasota, Estats Units                                  |                  | Chris Evert         | Betty Stöve Virginia Wade               | 6−4, 6−2            |
| Guanyadora | 73.  | 3 de març de 1975      | Boston (3)                                              | Moqueta (i)      | Rosie Casals        | Chris Evert Martina Navrátilová         | 6−3, 6−4            |
| Finalista  | 32.  | 24 de març de 1975     | Filadèlfia                                              | Dura (i)         | Rosie Casals        | Evonne Goolagong Betty Stöve            | 6−4, 4−6, 6−7       |
| Finalista  | 33.  | 9 d'abril de 1975      | WTA Doubles Championships, Tòquio (Japó)                |                  | Rosie Casals        | Margaret Smith Court Virginia Wade      | 7−6(2), 6−7(2), 2−6 |
| Finalista  | 34.  | 25 d'agost de 1975     | US Open (6)                                             | Terra batuda     | Rosie Casals        | Margaret Smith Court Virginia Wade      | 5−7, 6−2, 6−7       |
| Guanyadora | 74.  | 1 de març de 1976      | San Francisco (4)                                       | Dura             | Betty Stöve         | Rosie Casals Françoise Dürr             | 6−2, 7−5            |
| Guanyadora | 75.  | 29 de març de 1976     | Filadèlfia (3)                                          | Dura (i)         | Betty Stöve         | Rosie Casals Françoise Dürr             | 7−6, 6−4            |
| Guanyadora | 76.  | 19 d'abril de 1976     | WTA Doubles Championships, Tòquio (2)                   |                  | Betty Stöve         | Mona Guerrant Ann Kiyomura              | 6−3, 6−2            |
| Finalista  | 35.  | 21 de juny de 1976     | Wimbledon (2)                                           | Gespa            | Betty Stöve         | Chris Evert Martina Navrátilová         | 1−6, 6−3, 5−7       |
| Guanyadora | 77.  | 4 d'octubre de 1976    | Phoenix (2)                                             | Dura (i)         | Betty Stöve         | Linky Boshoff Ilana Kloss               | 6−2, 6−1            |
| Finalista  | 36.  | 17 d'octubre de 1976   | Palm Springs (2)                                        |                  | Betty Stöve         | Chris Evert Martina Navrátilová         | 2−6, 4−6            |
| Guanyadora | 78.  | 10 d'octubre de 1977   | Phoenix (3)                                             | Dura (i)         | Martina Navrátilová | Helen Cawley Joanne Russell             | 6−1, 7−5            |
| Guanyadora | 79.  | 24 d'octubre de 1977   | San Juan (2)                                            | Dura             | Rosie Casals        | Linky Boshoff Ilana Kloss               | 4−6, 6−2, 6−3       |
| Guanyadora | 80.  | 5 de desembre de 1977  | Londres, Regne Unit                                     |                  | Renáta Tomanová     | Betty Stöve Virginia Wade               | 6−2, 6−3            |
| Guanyadora | 81.  | 2 de gener de 1978     | Washington DC (2)                                       | Moqueta (i)      | Martina Navrátilová | Betty Stöve Wendy Turnbull              | 6−3, 7−5            |
| Guanyadora | 82.  | 16 de gener de 1978    | Houston (2)                                             | Moqueta (i)      | Martina Navrátilová | Greer Stevens Mona Guerrant             | 7−6, 4−6, 7−6       |
| Guanyadora | 83.  | 20 de febrer de 1978   | Detroit (3)                                             | Moqueta (i)      | Martina Navrátilová | Kerry Reid Wendy Turnbull               | 6−3, 6−4            |
| Guanyadora | 84.  | 27 de febrer de 1978   | Kansas City, Estats Units                               | Dura (i)         | Martina Navrátilová | Kerry Reid Wendy Turnbull               | 6−4, 6−4            |
| Guanyadora | 85.  | 13 de març de 1978     | Boston (4)                                              | Moqueta (i)      | Martina Navrátilová | Evonne Goolagong Betty Stöve            | 6−3, 6−2            |
| Guanyadora | 86.  | 3 d'abril de 1978      | WTA Doubles Championships, Salt Lake City (3)           | Moqueta (i)      | Martina Navrátilová | Françoise Dürr Virginia Wade            | 6−4, 6−4            |
| Guanyadora | 87.  | 10 d'abril de 1978     | Hilton Head                                             | Terra batuda     | Martina Navrátilová | Mona Guerrant Greer Stevens             | 6−3, 7−5            |
| Finalista  | 37.  | 19 de juny de 1978     | Eastbourne, Regne Unit                                  | Gespa            | Martina Navrátilová | Chris Evert Betty Stöve                 | 4−6, 7−6, 5−7       |
| Guanyadora | 88.  | 28 d'agost de 1978     | US Open (4)                                             | Dura             | Martina Navrátilová | Kerry Reid Wendy Turnbull               | 7−6, 6−4            |
| Guanyadora | 89.  | 18 de setembre de 1978 | Mont-real, Canadà                                       | Dura (i)         | Julie Anthony       | Ilana Kloss Marise Kruger               | 6−3, 7−5            |
| Guanyadora | 90.  | 14 de novembre de 1978 | Colgate Series Championships, Palm Springs              | Dura             | Martina Navrátilová | Kerry Reid Wendy Turnbull               | 6−2, 6−2            |
| Finalista  | 38.  | 10 de juny de 1979     | Chichester, Regne Unit                                  | Gespa            | Martina Navrátilová | Greer Stevens Wendy Turnbull            | 3−6, 6−1, 5−7       |
| Guanyadora | 91.  | 25 de juny de 1979     | Wimbledon (10)                                          | Gespa            | Martina Navrátilová | Betty Stöve Wendy Turnbull              | 5−7, 6−3, 6−2       |
| Finalista  | 39.  | 13 d'agost de 1979     | Richmond                                                | Moqueta (i)      | Martina Navrátilová | Betty Stöve Wendy Turnbull              | 1−6, 4−6            |
| Finalista  | 40.  | 27 d'agost de 1979     | US Open (7)                                             | Dura             | Martina Navrátilová | Betty Stöve Wendy Turnbull              | 4−6, 3−6            |
| Guanyadora | 92.  | 1 d'octubre de 1979    | Minneapolis, Estats Units                               | Moqueta (i)      | Martina Navrátilová | Betty Stöve Wendy Turnbull              | 6−4, 7−6            |
| Finalista  | 41.  | 1 de novembre de 1979  | Estocolm, Suècia                                        | Moqueta (i)      | Ilana Kloss         | Betty Stöve Wendy Turnbull              | 5−7, 6−7            |
| Guanyadora | 93.  | 5 de novembre de 1979  | Filderstadt, Alemanya                                   | Dura (i)         | Martina Navrátilová | Betty Stöve Wendy Turnbull              | 6−3, 6−3            |
| Guanyadora | 94.  | 26 de novembre de 1979 | Melbourne (2)                                           | Gespa            | Wendy Turnbull      | Anne Smith Dianne Fromholtz             | 6−3, 6−3            |
| Guanyadora | 95.  | 3 de desembre de 1979  | Sydney (2)                                              | Gespa            | Wendy Turnbull      | Pam Shriver Sue Barker                  | 7−5, 6−4            |
| Guanyadora | 96.  | 2 de gener de 1980     | Colgate Series Championships, Washington DC (2)         | Moqueta (i)      | Martina Navrátilová | Rosie Casals Chris Evert                | 6−4, 6−3            |
| Guanyadora | 97.  | 14 de gener de 1980    | Kansas City (2)                                         | Moqueta (i)      | Martina Navrátilová | Laura duPont Pam Shriver                | 6−3, 6−1            |
| Guanyadora | 98.  | 21 de gener de 1980    | Chicago (3)                                             | Moqueta (i)      | Martina Navrátilová | Sylvia Hanika Kathy Jordan              | 6−3, 6−4            |
| Guanyadora | 99.  | 18 de febrer de 1980   | Detroit (4)                                             | Moqueta (i)      | Ilana Kloss         | Kathy Jordan Anne Smith                 | 3−6, 6−3, 6−2       |
| Guanyadora | 100. | 25 de febrer de 1980   | Houston (3)                                             | Moqueta (i)      | Ilana Kloss         | Betty Stöve Wendy Turnbull              | 3−6, 6−1, 6−4       |
| Guanyadora | 101. | 3 de març de 1980      | Dallas (3)                                              | Moqueta (i)      | Martina Navrátilová | Rosie Casals Wendy Turnbull             | 4−6, 6−3, 6−3       |
| Finalista  | 42.  | 10 de març de 1980     | Boston                                                  | Moqueta (i)      | Ilana Kloss         | Rosie Casals Wendy Turnbull             | 4−6, 6−7            |
| Guanyadora | 102. | 17 de març de 1980     | Avon Circuit Championships, Nova York (4)               | Moqueta (i)      | Martina Navrátilová | Rosie Casals Wendy Turnbull             | 6−3, 4−6, 6−3       |
| Guanyadora | 103. | 31 de març de 1980     | Tòquio (3)                                              | Moqueta (i)      | Martina Navrátilová | Sue Barker Ann Kiyomura                 | 7−5, 6−3            |
| Finalista  | 43.  | 9 de juny de 1980      | Surbiton, Regne Unit                                    | Gespa            | Ilana Kloss         | Sue Barker Ann Kiyomura                 | 1−6, 7−6, 1−6       |
| Guanyadora | 104. | 21 de juliol de 1980   | Richmond (2)                                            | Moqueta (i)      | Martina Navrátilová | Pam Shriver Anne Smith                  | 6−4, 4−6, 6−3       |
| Guanyadora | 105. | 25 d'agost de 1980     | US Open (5)                                             | Dura             | Martina Navrátilová | Pam Shriver Betty Stöve                 | 7−6, 7−5            |
| Finalista  | 44.  | 8 de març de 1982      | Dallas                                                  | Moqueta (i)      | Ilana Kloss         | Martina Navrátilová Pam Shriver         | 4−6, 4−6            |
| Finalista  | 45.  | 3 de maig de 1982      | Perusa (2)                                              | Terra batuda     | Ilana Kloss         | Kathleen Horvath Yvonne Vermaak         | 6−2, 4−6, 6−7       |
| Finalista  | 46.  | 9 d'agost de 1982      | Atlanta, Estats Units                                   | Dura             | Chris Evert         | Kathy Jordan Betsy Nagelsen             | 6−4, 6−7, 6−7       |
| Guanyadora | 106. | 15 de novembre de 1982 | Brisbane                                                | Gespa            | Anne Smith          | Claudia Kohde-Kilsch Eva Pfaff          | 6−3, 6−4            |
| Guanyadora | 107. | 28 de març de 1983     | Tòquio (4)                                              | Moqueta (i)      | Sharon Walsh        | Kathy Jordan Anne Smith                 | 6−1, 6−1            |
| Guanyadora | 108. | 18 d'abril de 1983     | Orlando                                                 | Terra batuda     | Anne Smith          | Martina Navrátilová Pam Shriver         | 6−3, 1−6, 7−6       |
| Guanyadora | 109. | 6 de juny de 1983      | Birmingham, Regne Unit                                  | Gespa            | Sharon Walsh        | Beverly Mould Elizabeth Sayers          | 6−2, 6−4            |
| Guanyadora | 110. | 26 de setembre de 1983 | Hartford, Estats Units                                  | Moqueta (i)      | Sharon Walsh        | Kathy Jordan Barbara Potter             | 3−6, 6−3, 6−4       |
| Guanyadora | 111. | 6 de febrer de 1984    | Chicago (4)                                             | Moqueta (i)      | Sharon Walsh        | Barbara Potter Pam Shriver              | 5−7, 6−3, 6−3       |

### Equips: 9 (7−2)
| Resultat   | Núm. | Data                   | Torneig                                         | Superfície   | Equip                                       | Oponents                                   | Marcador |
| ---------- | ---- | ---------------------- | ----------------------------------------------- | ------------ | ------------------------------------------- | ------------------------------------------ | -------- |
| Guanyadora | 1.   | 20 de juny de 1963     | Copa Federació, Londres, Regne Unit             | Gespa        | Carole Caldwell Darlene Hard                | Margaret Smith Lesley Turner               | 2−1      |
| Finalista  | 1.   | 5 de setembre de 1964  | Copa Federació, Filadèlfia, Estats Units        | Gespa        | Nancy Richey Karen Susman                   | Robyn Eebbern Margaret Smith Lesley Turner | 1−2      |
| Finalista  | 2.   | 18 de gener de 1965    | Copa Federació, Melbourne, Austràlia            | Gespa        | Carole Graebner                             | Margaret Smith Judy Tegart Lesley Turner   | 1−2      |
| Guanyadora | 2.   | 15 de maig de 1966     | Copa Federació, Torí, Itàlia (2)                | Terra batuda | Carole Graebner Julie Heldman               | Edda Buding Helga Hosl Helga Niessen       | 3−0      |
| Guanyadora | 3.   | 11 de juny de 1967     | Copa Federació, Berlín, Alemanya Occidental (3) | Terra batuda | Rosie Casals                                | Ann Haydon-Jones Virginia Wade             | 2−0      |
| Guanyadora | 4.   | 22 d'agost de 1976     | Copa Federació, Filadèlfia (4)                  | Moqueta      | Rosie Casals                                | Evonne Goolagong-Cawley Kerry Reid         | 2−1      |
| Guanyadora | 5.   | 13 de juny de 1977     | Copa Federació, Eastbourne, Regne Unit (5)      | Gespa        | Rosie Casals Chris Evert                    | Dianne Fromholtz Kerry Reid Wendy Turnbull | 2−1      |
| Guanyadora | 6.   | 27 de novembre de 1978 | Copa Federació, Melbourne (6)                   |              | Tracy Austin Rosie Casals Chris Evert       | Kerry Reid Wendy Turnbull                  | 2−1      |
| Guanyadora | 7.   | 30 d'abril de 1979     | Copa Federació, Madrid, Espanya (7)             | Terra batuda | Tracy Austin Rosie Casals Chris Evert-Lloyd | Dianne Fromholtz Kerry Reid Wendy Turnbull | 3−0      |

## Guardons i honors

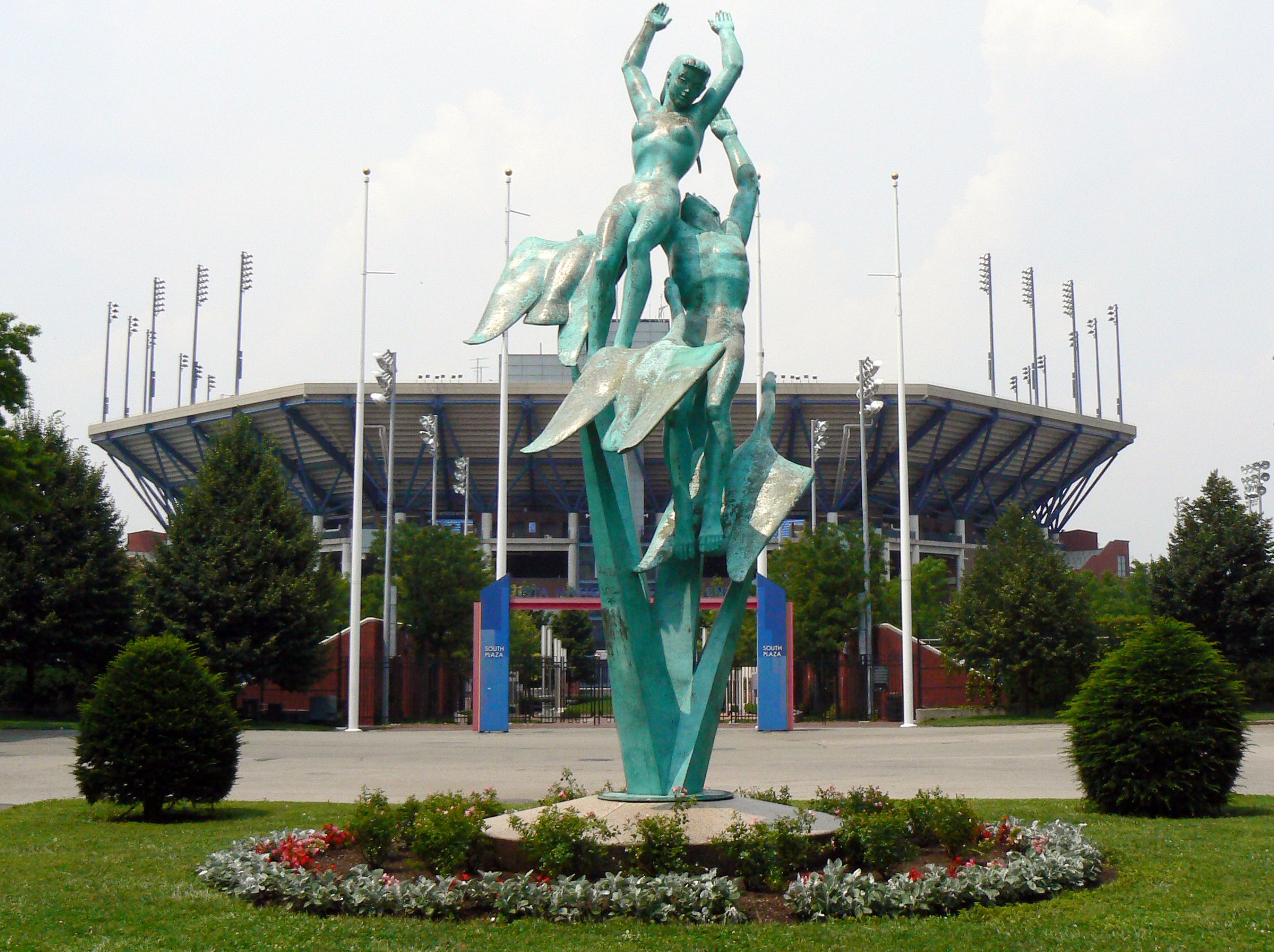
USTA Billie Jean King National Tennis Center (2006)

- L'any 1972, King va esdevenir el primer tennista a ser nomenat Sports Illustrated Sportsman of the Year i també la primera atleta femenina en rebre aquest honor.[9][10]
- L'any 1987 fou admesa a l'International Tennis Hall of Fame.[11]
- La revista Life la va nomenar l'any 1990 com un dels 100 estatunidencs més important del segle xx.[12]
- El 28 d'agost de 2006, la USTA National Tennis Center va rebatejar les instal·lacions de Flushing Meadows-Corona Park com a USTA Billie Jean King National Tennis Center.
- El 6 de desembre de 2006, el governador californià Arnold Schwarzenegger i la seva muller Maria Shriver van incloure King en el saló California Hall of Fame del museu The California Museum for History, Women and the Arts.

## Trajectòria a Grand Slams

### Individual
| Open d'Austràlia | A  | A  | A  | A  | A  | A  | SF | A  | A  | G  | F  | A  | A  | A | A  | A  | A | A | A/A | A  | A  | A  | A | QF | 2R | 1 / 5  | 16 − 4  |
| Roland Garros | A  | A  | A  | A  | A  | A  | A  | A  | QF | SF | QF | QF | A  | G | A  | A  | A | A | A   | A  | A  | QF | A | 3R | A  | 1 / 7  | 21 − 6  |
| Wimbledon | A  | A  | 2R | QF | F  | SF | SF | G  | G  | G  | F  | F  | SF | G | G  | QF | G | A | QF  | QF | QF | QF | A | SF | SF | 6 / 21 | 95 − 15 |
| US Open | 1R | 3R | 2R | 1R | 4R | QF | F  | 2R | G  | F  | QF | A  | G  | G | 3R | G  | A | A | QF  | A  | SF | A  | A | 1R | A  | 4 / 18 | 63 − 14 |
| Llegenda: G: Guanyadora; F: Finalista; SF: Semifinalista; QF: Quarts de final; Q: Qualificació; A: Absent; RR: Round Robin; G/P: Guanyats/Perduts |    |    |    |    |    |    |    |    |    |    |    |    |    |   |    |    |   |   |     |    |    |    |   |    |    |        |         |

### Dobles
| Torneig          | 1959 | 1960 | 1961 | 1962 | 1963 | 1964 | 1965 | 1966 | 1967 | 1968 | 1969 | 1970 | 1971 | 1972 | 1973 | 1974 | 1975 | 1976 | 1977 | 1978 | 1979 | 1980 | 1981 | 1982 | 1983 | 1984 | Torneigs G/P |
| ---------------- | ---- | ---- | ---- | ---- | ---- | ---- | ---- | ---- | ---- | ---- | ---- | ---- | ---- | ---- | ---- | ---- | ---- | ---- | ---- | ---- | ---- | ---- | ---- | ---- | ---- | ---- | ------------ |
| Open d'Austràlia | A    | A    | A    | A    | A    | A    | F    | A    | A    | SF   | F    | A    | A    | A    | A    | A    | A    | A    | A/A  | A    | A    | A    | A    | SF   | SF   | A    | 0 / 5        |
| Roland Garros    | A    | A    | A    | A    | A    | A    | A    | A    | QF   | F    | QF   | F    | A    | G    | A    | A    | A    | A    | A    | A    | A    | 1R   | QF   | A    | A    | A    | 1 / 7        |
| Wimbledon        | A    | A    | G    | G    | 2R   | F    | G    | QF   | G    | G    | 3R   | G    | G    | G    | G    | QF   | SF   | F    | 2R   | QF   | G    | SF   | A    | 2R   | 3R   | A    | 10 / 22      |
| US Open          | A    | A    | A    | F    | QF   | G    | F    | F    | G    | F    | SF   | A    | A    | SF   | F    | G    | F    | QF   | QF   | G    | F    | G    | A    | 3R   | SF   | QF   | 5 / 20       |

### Dobles mixtos
| Torneig          | 1959 | 1960 | 1961 | 1962 | 1963 | 1964 | 1965 | 1966 | 1967 | 1968 | 1969 | 1970        | 1971        | 1972        | 1973        | 1974        | 1975        | 1976        | 1977        | 1978        | 1979        | 1980        | 1981        | 1982        | 1983        | 1984        | Torneigs G/P |
| ---------------- | ---- | ---- | ---- | ---- | ---- | ---- | ---- | ---- | ---- | ---- | ---- | ----------- | ----------- | ----------- | ----------- | ----------- | ----------- | ----------- | ----------- | ----------- | ----------- | ----------- | ----------- | ----------- | ----------- | ----------- | ------------ |
| Open d'Austràlia | A    | A    | A    | A    | A    | A    | QF   | A    | A    | G    | SF   | No celebrat | No celebrat | No celebrat | No celebrat | No celebrat | No celebrat | No celebrat | No celebrat | No celebrat | No celebrat | No celebrat | No celebrat | No celebrat | No celebrat | No celebrat | 1 / 3        |
| Roland Garros    | A    | A    | A    | A    | A    | A    | A    | A    | G    | F    | SF   | G           | A           | QF          | A           | A           | A           | A           | A           | A           | A           | A           | 2R          | A           | A           | A           | 2 / 6        |
| Wimbledon        | A    | A    | 1R   | A    | A    | 2R   | A    | F    | G    | SF   | QF   | 3R          | G           | SF          | G           | G           | 3R          | 2R          | SF          | F           | 3R          | QF          | A           | 3R          | F           | A           | 4 / 19       |
| US Open          | A    | A    | A    | 2R   | SF   | QF   | A    | A    | G    | A    | 3R   | A           | G           | SF          | G           | SF          | F           | G           | F           | F           | 2R          | A           | A           | 2R          | 2R          | 3R          | 4 / 17       |

- L'Open d'Austràlia es va disputar en dues ocasions l'any 1977, el mesos de gener i desembre.